# Ben Gillery
Benjamin "Ben" Gillery (nacido el 19 de septiembre de 1965 en Detroit, Michigan) es un exjugador de baloncesto estadounidense que disputó una temporada en la NBA, además de jugar en la CBA y en la liga argentina. Con 2,13 metros de estatura, jugaba en la posición de pívot.

## Trayectoria deportiva

### Universidad
Tras pasar dos años en el Hutchinson Community College, jugó durante dos temporadas con los Universidad de Georgetown de la Universidad de Georgetown, en las que promedió 2,1 puntos y 2,0 rebotes por partido.

### Profesional
Tras no ser elegido en el Draft de la NBA de 1988, fichó por los Sacramento Kings, con los que promedió 1,0 puntos y 1,0 rebotes por partido, jugando como tercer pívot, tras Jim Petersen y LaSalle Thompson.
Al año siguiente fichó como agente libre por los Chicago Bulls, pero no llegó a comenzar la temporada. Jugó entonces dos años en diferentes equipos de la CBA. Completó su carrera jugando durante cuatro temporadas en la liga argentina.

## Estadísticas de su carrera en la NBA

### Temporada regular
| Temporada | Edad | Equipo           | Liga | Pos. | P  | TIT | MIN | TC  | TCA | %TC  | 3P  | 3PA | %3P | TL  | TLA | %TL  | R.OF. | R.DEF. | REB | ASIS | ROB | TAP | PER | FP  | PTS |
| 1988-89   | 23   | Sacramento Kings | NBA  | C    | 24 | 0   | 3.5 | 0.3 | 0.8 | .316 | 0.0 | 0.0 |     | 0.5 | 1.0 | .565 | 0.3   | 0.7    | 1.0 | 0.1  | 0.1 | 0.2 | 0.2 | 1.2 | 1.0 |
| Total     |      |                  | NBA  |      | 24 | 0   | 3.5 | 0.3 | 0.8 | .316 | 0.0 | 0.0 |     | 0.5 | 1.0 | .565 | 0.3   | 0.7    | 1.0 | 0.1  | 0.1 | 0.2 | 0.2 | 1.2 | 1.0 |